# Graham Miles
Graham Miles (* 11. Mai 1941 in Birmingham, England; † 12. Oktober 2014 in Walsall, England) war ein englischer Snookerspieler.

## Karriere
Miles begann seine Profikarriere 1971. In den ersten Jahren trat er nur selten bei größeren Turnieren in Erscheinung. Größere Aufmerksamkeit erzielte er dann aber mit dem Erreichen des Finales der Snookerweltmeisterschaft 1974. Obwohl er mit 12:22 gegen Ray Reardon verlor, war es der Höhepunkt seiner Karriere. Im selben Jahr gewann er das Einladungsturnier Pot Black gegen John Spencer, nachdem er für den erkrankten Fred Davis nachnominiert wurde. Das gleiche Turnier gewann Miles 1975 erneut: Im Finale setzte er sich gegen Dennis Taylor durch. Im Masters 1976 stand er wieder gegen Ray Reardon in einem Finale, konnte ihn jedoch abermals nicht bezwingen.
Nachdem Miles in der Saison 1977/78 nicht über das Viertelfinale in Ranglistenturnieren hinauskam, war die Saison 1978/79 deutlich erfolgreicher, ohne dass er jedoch einen Titel gewinnen konnte: Bei der UK Championship 1978 bezwang er Rex Williams und Willie Thorne, bevor er im Halbfinale gegen den späteren Turniersieger Doug Mountjoy ausschied. Während des Turniers spielte er – mit einer 139 – das zu dem Zeitpunkt höchste Break der Turniergeschichte. Im Januar 1979 erreichte er das Finale des Holsten Lager International, in dem er mit 7:11 gegen John Spencer verlor. Auf dem Weg dorthin konnte er sich gegen John Pulman, Dennis Taylor und Alex Higgins durchsetzen. Während er es in der darauffolgenden Weltmeisterschaft nur ins Achtelfinale schaffte, konnte er beim Pontins Professional 1979 wieder bis ins Finale vorstoßen, verlor dann aber gegen Doug Mountjoy.
Miles ging mit John Spencer und Fred Davis 1979 bei der ersten Auflage des World Team Cups für England an den Start. Im Finale verloren sie mit 3:14 gegen das Team von Wales. Seinen letzten Turniersieg konnte Miles beim Tolly Cobbold Classic 1981 in Ipswich mit einem Sieg gegen Cliff Thorburn feiern. Während der 1980er-Jahre verlor er immer mehr an Boden in der Snookerweltrangliste. Der letzte Einzug in die Runde der Letzten 32 bei einem vollen Ranglistenturnier gelang ihm bei der UK Championship 1987. Sein letztes Ranglistenturnier spielte er 1994; zum letzten Mal in der Snookerweltrangliste wurde er 1996 geführt. Sein letztes Einladungsturnier spielte Miles beim Seniors Pot Black 1997.
Da Miles die Bälle über das linke Auge anvisierte und ein großes Kinn hatte, war seine Art das linke Auge in einer Linie mit dem Queue zu bringen unverwechselbar. Dabei hielt er das Queue sehr nah an seinem linken Ohr, weshalb man scherzhaft sagte, Miles würde „nach Gehör“ spielen. Nach seiner Karriere leitete er zwei Snookerclubs in Sandwell (West Midlands), und einen weiteren in Crewe (Cheshire).
Miles starb am 12. Oktober 2014 mit 73 Jahren in Walsall. Er war verheiratet und hatte einen Sohn.

## Erfolge

### Turniersiege
- 1974: Pot Black
- 1975: Pot Black
- 1981: Tolly Cobbold Classic

### Finalteilnahmen
- 1974: Snookerweltmeisterschaft
- 1976: Masters
- 1978: Pot Black
- 1979: Holsten Lager International
- 1979: Pontins Professional
- 1979: Golden Masters